# Gánt
Gánt est un village et une commune du comitat de Fejér en Hongrie.

## Géographie

### Situation
La commune est enclavée, à flanc de coteau, dans un vaste massif montagneux et forestier.

La région comprend une Zone de protection du paysage et des grottes (Gánti-barlang) . Elle porte sur plusieurs kilomètres carrés les séquelles ou traces de plus de 50 ans d'intense activité minière.

### Géologie
La commune est située dans un contexte géologique doublement particulier.
- Un substrat dolomitique et karstique dans lequel l'eau creuse des grottes et galeries et
- un sous-sol riche en bauxite, qui l'a fait connaitre et explique l'activité minière d'extraction de la bauxite. Ce minerai est exploité pour produire en Hongrie via le procédé Bayer dans l'usine d'aluminium d'Ajka de l'alumine et de l'aluminium.

## Histoire
- Le village de Gánt est cité dès 1193 dans une charte signée par le roi hongrois Béla III.
- La commune semble désertée sous l'occupation ottomane de la Hongrie.
- En 1750, des colons slovaques et allemands reviennent dans le village.
- De 1776 à 1777 l'église est reconstruite.
- 1781 : Des écoles catholiques sont présentes dans la commune.
- 1920 : La bauxite, est découverte dans les Montagnes Vertes et les Monts Bakony par un ingénieur des mines (Balás Jenö) [2] ; 1882-1938) formé par l’Institut des mines de Selmecbanya (Banska Stiavnica). La bauxite sera considérée comme un trésor pour la Hongrie qui se juge défavorisée par les traités qui ont suivi la Première Guerre mondiale.
- 1926 : première mine de bauxite à ciel ouvert. de cette année à 1988, compris, elle produira 13,6 millions de tonnes de matières premières.
- 1928 : fusion avec deux localités voisines plus petites (Kőhányást et Vérteskozmát).
- 1950 : une voie ferrée étroite est établie entre Bodajk et Gánt pour le transport de la bauxite.
- 31 décembre 1962 : fermeture des mines de bauxite.
- 1976 : un musée de la mine et de la bauxite est ouvert dans la commune.

## Galerie

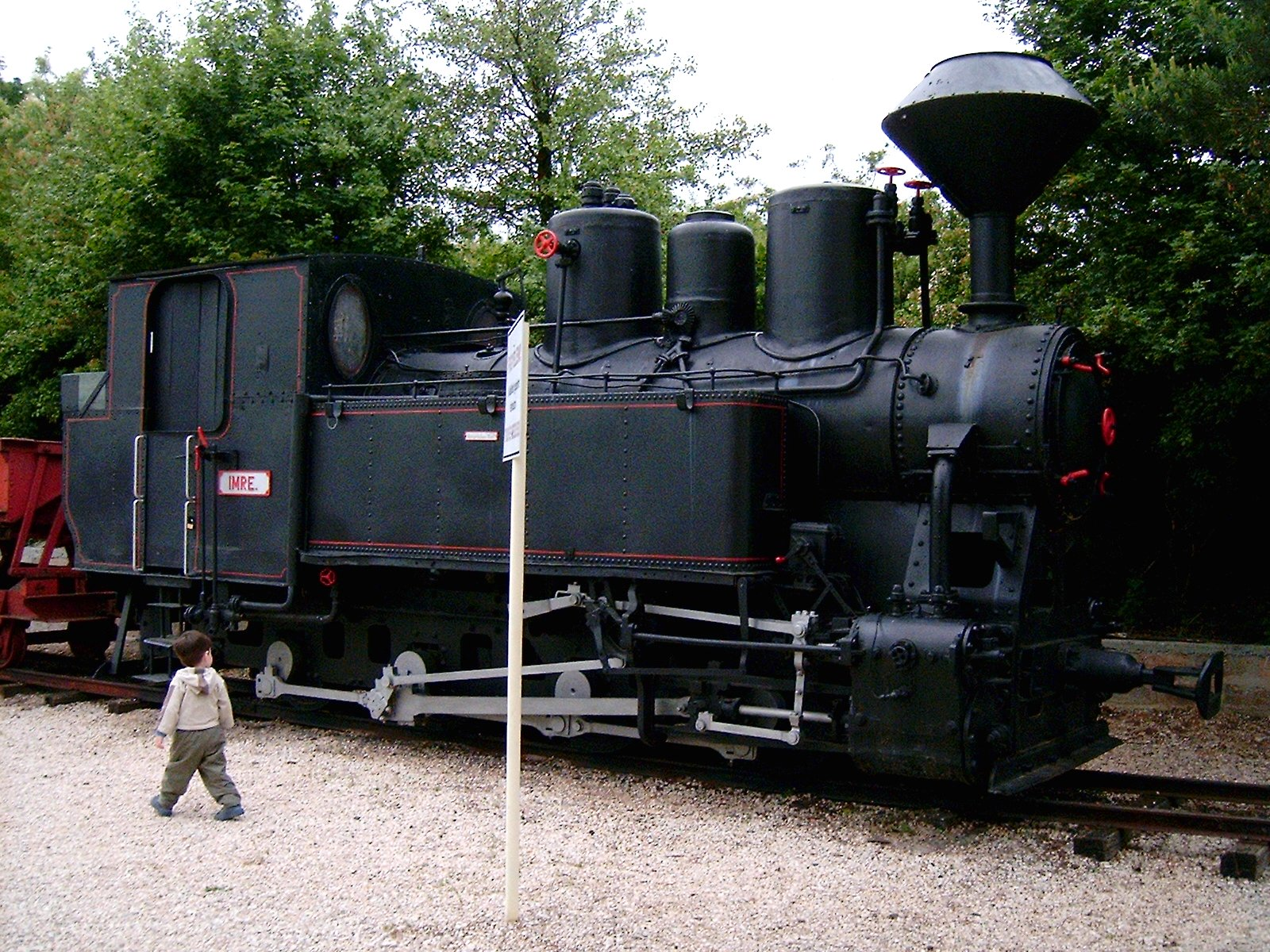
Locomotive à vapeur autrefois utilisée dans les mines de bauxite de Gánt
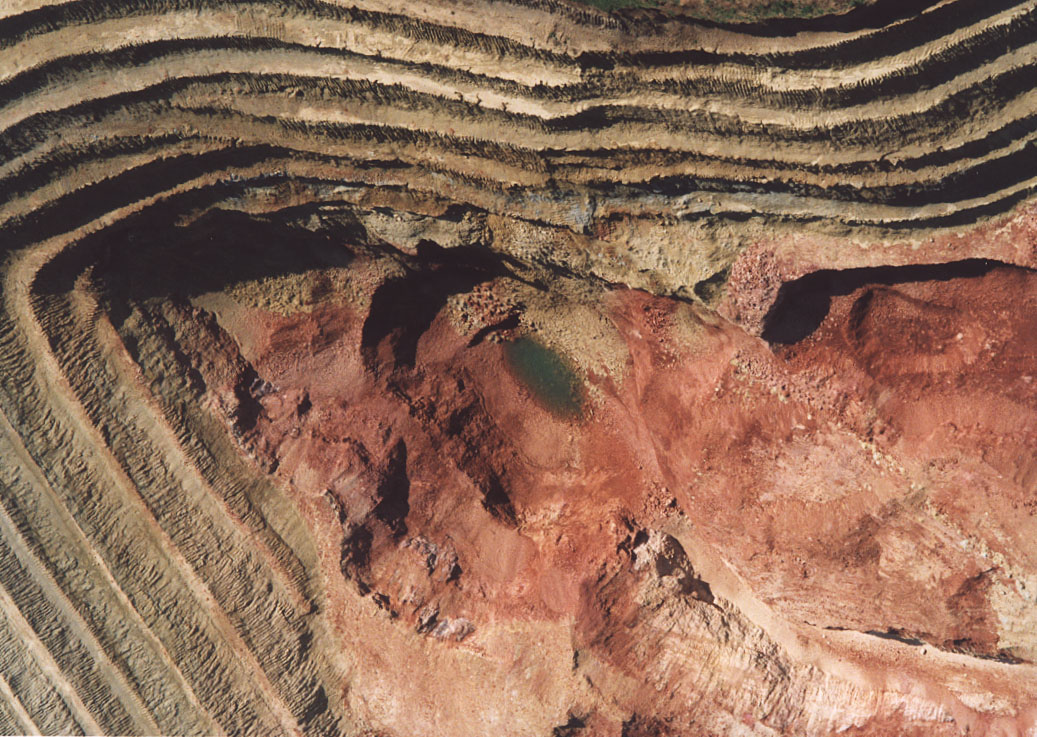
Activité minière
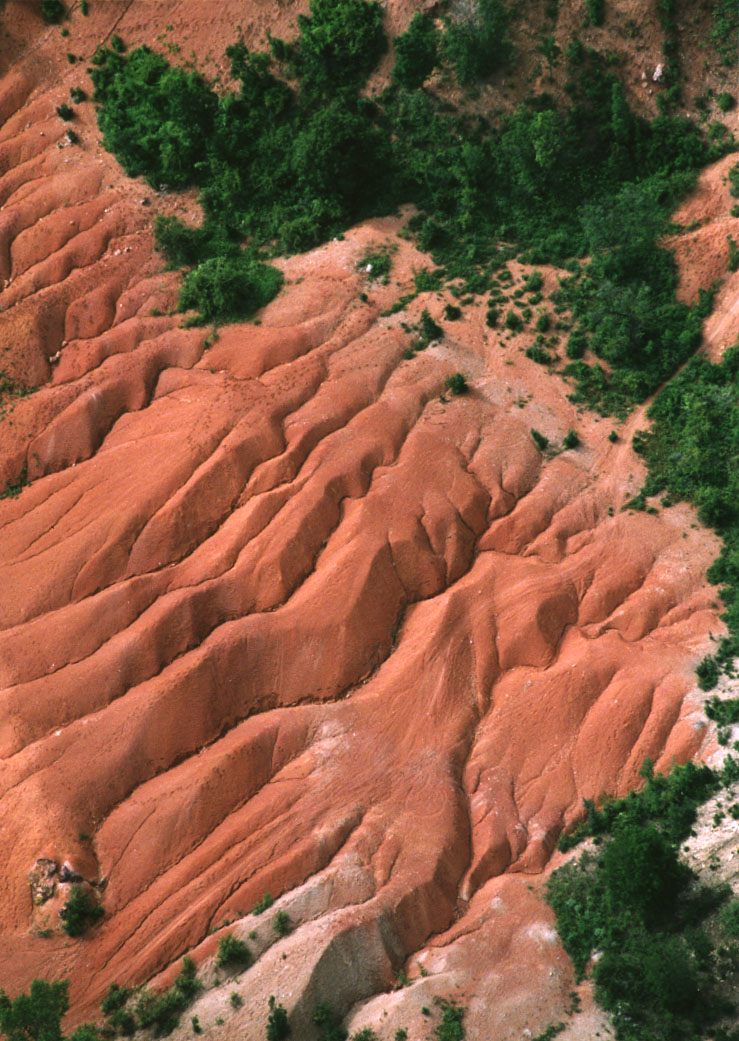
Séquelles minière